# Філіп Штраух (яхтсмен)
Філіп Штраух (8 серпня 1862 — 3 листопада 1924) — російський яхтсмен.
Бронзовий призер Олімпійських Ігор 1912 року в класі 10 метрів.